# Jordi Canal Artigas
Jordi Canal Artigas (Berga, 11 de noviembre de 1955) es bibliotecario y estudioso del género negro y policíaco.

## Biografía
Diplomado en Biblioteconomía y Documentación por la Universidad de Barcelona, ha sido director de la Biblioteca la Bòbila de Hospitalet de Llobregat desde 1999 a 2018, biblioteca donde estableció un importante fondo especializado en género negro y policíaco, y un fondo de novela popular gracias a la donación del escritor Frank Caudett. Creador del fanzine L'H Confidencial y del primer club de lectura de novela negra en España, así como del Premio L'H Confidencial, premio de novela negra.
Ha colaborado en diversos periódicos y revistas como Regió 7, Avui, Serra d'Or y Educación y Biblioteca, entre otros.
Ha realizado diversas acciones de promoción de la lectura de género negro y policíaco como los Clubes de Lectura Guido Brunetti para el Área de Cultura de la Diputación de Barcelona durante el Año del Libro y la Lectura 2005; Los Clubes de Lectura para jóvenes Flanagan  para el ICUB y el Consorcio de Bibliotecas de Barcelona durante BCNegra 2007, y las exposiciones "Detectius: els grans investigadors a la novel·la negra i policíaca" (2006) para el Servicio de Bibliotecas de la Diputación de Barcelona, y junto con Joaquim Noguero "Quan el groc era negre: els trets de La Cua de Palla" (2020) para el Consorcio de Bibliotecas de Barcelona durante BCNegra 2020.
Junto con Àlex Martín Escribà ha publicado La Cua de Palla: retrat en groc i negre (2011) y Trets per totes bandes [2 vols.] (2019, 2021).

## Obras
Ensayos:
- Canal, Jordi. 150 Seleccions de la Cua de Palla: Catàleg. La novel·la negra i les seves adaptacions cinematogràfiques. Madrid: CERSA, 1995
- Canal, Jordi y Martín, Àlex. La Cua de Palla: retrat en groc i negre. Barcelona: Alrevés, 2011. ISBN: 978-84-15098-31-7
- Canal, Jordi y Martín, Àlex. Trets per totes bandes. vol. 1. L'època clàssica de la novel·la negra i policíaca. Barcelona: Alrevés, 2019. ISBN: 978-84-17847-04-3
- Canal, Jordi y Martín, Àlex. A quemarropa. vol. 1. La época clásica de la novela negra y policíaca. Barcelona: Alrevés, 2019. ISBN: 978-84-17847-04-3
- Canal, Jordi y Martín, Àlex. Trets per totes bandes. vol. 2. L'època contemporània de la novel·la negra i policíaca. Barcelona: Alrevés, 2021. ISBN: 978-84-17847-90-6
- Canal, Jordi y Martín, Àlex. A quemarropa. vol. 2. La época contemporánea de la novela negra y policíaca. Barcelona: Alrevés, 2021. ISBN: 978-84-17847-92-0

Catálogos de exposiciones:
- Canal, Jordi. Detectius: els grans investigadors a la novel·la negra i policíaca. Barcelona: Servei de Biblioteques. Diputació de Barcelona, 2006

Prólogos:
- Canal, Jordi. "Putas, diamantes y cante jondo". En: Gutiérrez, Lluís. Putas, diamantes y cante jondo. Maçaners: Abadia, 2005

- Canal, Jordi. "La consecuencia de un concepto equivocado de la vida. En: Burnett, W.R. La jungla de asfalto. Barcelona: RBA, 2008
- Canal, Jordi. "Nuevas miradas de la realidad desde la ficción". En: Realidad y ficción criminal: dimensiones narrativas del género negro. Javier Sánchez Zapatero, Àlex Martín Escribà (eds.). Valladolid: Difácil, 2010. ISBN: 978-84-935015-7-0
- Canal, Jordi. "Prólogo". En: Rosemberg, Raquel. Sabores que matan: comidas y bebidas en el género negro-criminal. Buenos Aires: Catapulta, 2016. ISBN: 978-987-637-432-3

- Canal, Jordi y Martín, Àlex. "Raymond Chandler estuvo aquí". En: MacShane, Frank. La vida de Raymond Chandler. Barcelona: Alrevés, 2017. ISBN: 978-84-17077-06-8
- Canal, Jordi y Martín, Àlex. "Però és que no vivim en un món just...". En: Pedrolo, Manuel de. Algú que no hi havia de ser. Barcelona: Alrevés, 2018
- Canal, Jordi y Martín, Àlex. "Oblidant el passat, ens condemnem a reviure'l". En: Daeninckx, Didier. Crims per a la memòria. Barcelona: Alrevés, 2021
- Canal, Jordi y Martín, Àlex. "La maledicció de la lluna sobre Vernon Street". En: Goodis, David. La lluna sobre l'asfalt. Barcelona: Clandestina, 2024
- Canal, Jordi y Martín, Àlex. "La maldición de la luna sobre Vernon Street". En: Goodis, David. La luna en el arroyo. Barcelona: Sajalín, 2024

Colaboraciones:
- Dictionnaire des littératures policières. Claude Mesplède (dir.); préf. de Daniel Pennac. Éd mise à jour. Nantes: Joseph K, 2007, 2 vol. ISBN: 978-2-91-068644-4 y 978-2-91-068645-1

- Agenda negra 2020. Barcelona: Alrevés, 2019. ISBN: 978-84-17847-29-6
- Grandes temas del cine negro. Coordinado por: Xavi J. Prunera, Quim Casals, Lluís Nasarre, Sintu Amat. Palma de Mallorca: Dolmen, 2022. (Cult Movies). ISBN: 978-84-18898-49-5
- Martín Escribà, Àlex. Interrogatoris: gènere negre i memòria. Barcelona: Clandestina, 2023. ISBN: 978-84-19627-19-3